# Místní akční skupina POHODA venkova
Místní akční skupina POHODA venkova (zkráceně MAS Pv) je občanské sdružení, které vzniklo roku 2005 za účelem podpory rozvoje venkovského partnerství a leaderovské spolupráce v regionu.

## Činnost
Kromě přerozdělování finančních prostředků zajišťuje regionální koordinaci výrobků značky Orlické hory originální produkt, dále pořádá i festival Divadelní pohoda a od roku 2011 Mezinárodní hudební festival F. L. Věka. Předsedou sdružení je Zdeněk Drašnar.

## Region
MAS Pv v současné době působí na území s více než 30 000 obyvateli, jedná se o 30 měst a obcí Orlických hor, Novoměstska a Dobrušska, které se rozkládají v okresech Rychnov nad Kněžnou a Náchod. Sídlo a kancelář je v Dobrušce.

## Obce sdružené v mikroregionu
- Bačetín
- Bohdašín
- Borová
- Bystré
- Česká Čermná
- České Meziříčí
- Deštné v Orlických horách
- Dobré
- Dobruška
- Dobřany
- Chlístov
- Janov
- Jestřebí
- Kounov
- Libchyně
- Mezilesí
- Nové Město nad Metují
- Nový Hrádek
- Ohnišov
- Olešnice v Orlických horách
- Opočno
- Podbřezí
- Pohoří
- Přibyslav
- Sedloňov
- Semechnice
- Sendraž
- Slavoňov
- Sněžné
- Trnov
- Val